# Barbara Stankiewicz
Barbara Stankiewicz z domu Dysput (ur. 30 listopada 1908, zm. 18 marca 1981) – Polka, „Sprawiedliwa wśród Narodów Świata”.

## Życiorys
Barbara Stankiewicz z mężem Stanisławem mieli dzieci Barbarę oraz Tadeusza.
W marcu 1941 Stanisław namówił Niemców na pozwolenie zatrudnienia Żydów do prac w jego leśniczówce w Głodnie. W ten sposób schronienie znaleźli Żydzi z getta w Opolu Lubelskim. Gdy w 1942 rozpoczęto wywózki do obozów zagłady, wokół leśniczówki Stankiewiczów ukrywało się ponad 200 osób. Stanisław pomagał Żydom budować szałasy w lesie, znajdować kryjówki w okolicznych zabudowaniach, zdobywać jedzenie. Tadeusz wraz z siostrą Barbarą zacierali ślady ukrywających się Żydów, dbali o bezpieczeństwo transportów z żywnością, pilnowali, czy nikt nie śledzi ukrywających się. Wiosną 1942 kryjówki zostały zadenuncjowane przez Polaka o nazwisku Szyszko, ukrywający się zaś zamordowani. Przeżyli jedynie ukrywający się w zabudowaniach. Szyszko po wojnie został skazany na karę śmierci. Ostatecznie udało się uratować sześcioro Żydów, spośród których jedynie Szlomo (Jan) Szmulewicz pozostał w Polsce. Przyjaźnił się z Tadeuszem do śmierci Jana w 2007.
Po wojnie Stanisław został zamordowany przez Urząd Bezpieczeństwa, jako oficjalną przyczynę śmierci podając samobójstwo. Rodzina nie otrzymała zgody na pochówek.
W 1986 wraz z mężem została odznaczona medalem Sprawiedliwych wśród Narodów Świata.